# Campos (Spanyolország)
Campos egy község Spanyolországban, a Baleár-szigeteken. Campos Llucmajor, Porreres, Felanitx, Santanyí és Ses Salines községekkel határos. Lakosainak száma 12 163 fő (2024).

## Népesség
A település népessége az elmúlt években az alábbi módon változott:
| Lakosok száma | 7132 | 7898 | 8296 | 9601 | 9862 | 9765 | 10 164 | 10 862 | 11 425 | 12 163 |
|               | 2001 | 2004 | 2006 | 2009 | 2011 | 2014 | 2016   | 2019   | 2021   | 2024   |